# K-Kampus
K-Kampus est le siège social de la société Kesko situé dans la section Kalasatama du quartier Sörnäinen d'Helsinki en Finlande.

## Architecture

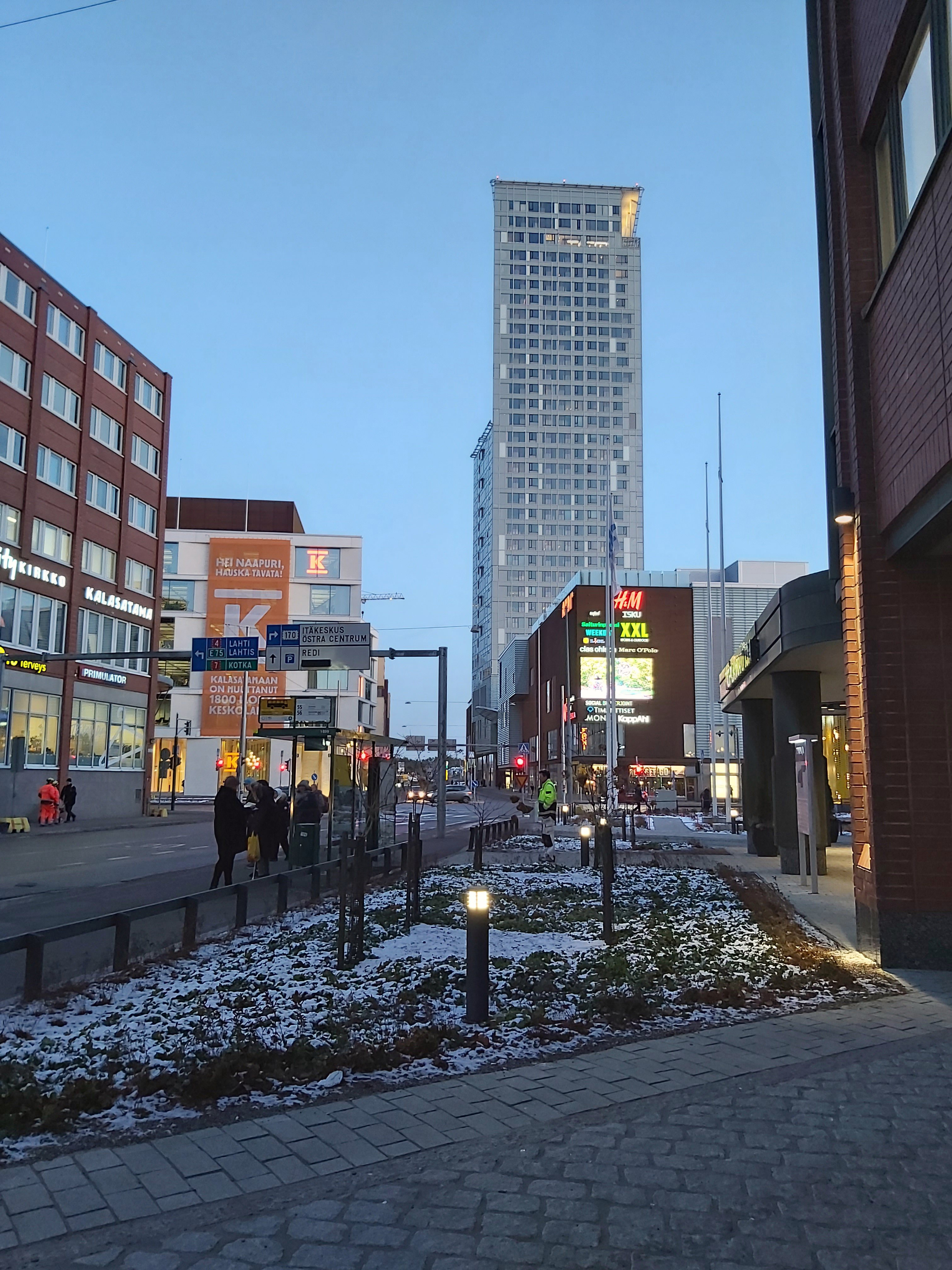
Le bâtiment, peu après l'ouverture, sur le côté gauche des tours.

Le bâtiment de sept étages couvre tout l'îlot urbain entier délimité par les rues Hermannin rantatie, Kalasatamankatu, Työpajankatu et Tukkutorinkuja. 
Il a été conçu par JKMM Arkkitehdit avec Juha Mäki-Jyllilä comme concepteur principal . 
Le bâtiment dispose d'espaces de travail pour environ 1 800 personnes.
La façade du bâtiment se compose de briques claires, de béton blanc poli et de grandes fenêtres. Les toits des arcades au niveau de la rue et la terrasse sur le toit au dernier étage sont recouverts de bois.
À l'intérieur, le bois est l'élément dominant avec des planchers en chêne et des plafonds en pin. Le centre du bâtiment est un atrium au toit de verre avec un grand escalier. Les salles s'enroulent autour d'un atrium de quatre étages. Les salles de travail et de repos sont toutes différentes les unes des autres, décorées avec des couleurs et des meubles différents.
Pour la construction, environ 45 000 m3 de terre ont été excavés du site et environ 5 500 m3 de substrat rocheux ont également été extraits. 
Le sous-sol de K-Kampus a été coulé en place comme une auge en béton. Son étanchéité a été réalisée par injection entre les parois en acier et le socle rocheux. Les parkings en sous-sol descendent sous le niveau de la mer. Les fondations intermédiaires du bâtiment sont des dalles creuses. Dans les intérieurs, le béton a été utilisé, par exemple, dans les structures en porte-à-faux des salles de l'atrium.
La technologie du bâtiment utilise l'intelligence artificielle, pour un éclairage, un chauffage et une climatisation plus économes en énergie. 
Les ascenseurs du bâtiment ont été fabriqués par Kone.

## Histoire
La construction a été réalisée dans le cadre d'un ensemble d'appel d'offres pour chaque partie du bâtiment. Après environ deux ans et demi, le bâtiment a été achevé à l'été 2019 et il a été pleinement utilisé à l'automne 2019.
Le promoteur est la compagnie d'assurance mutuelle de retraite Varma, qui loue le bâtiment à Kesko dans le cadre d'un bail emphytéotique.

## Galerie

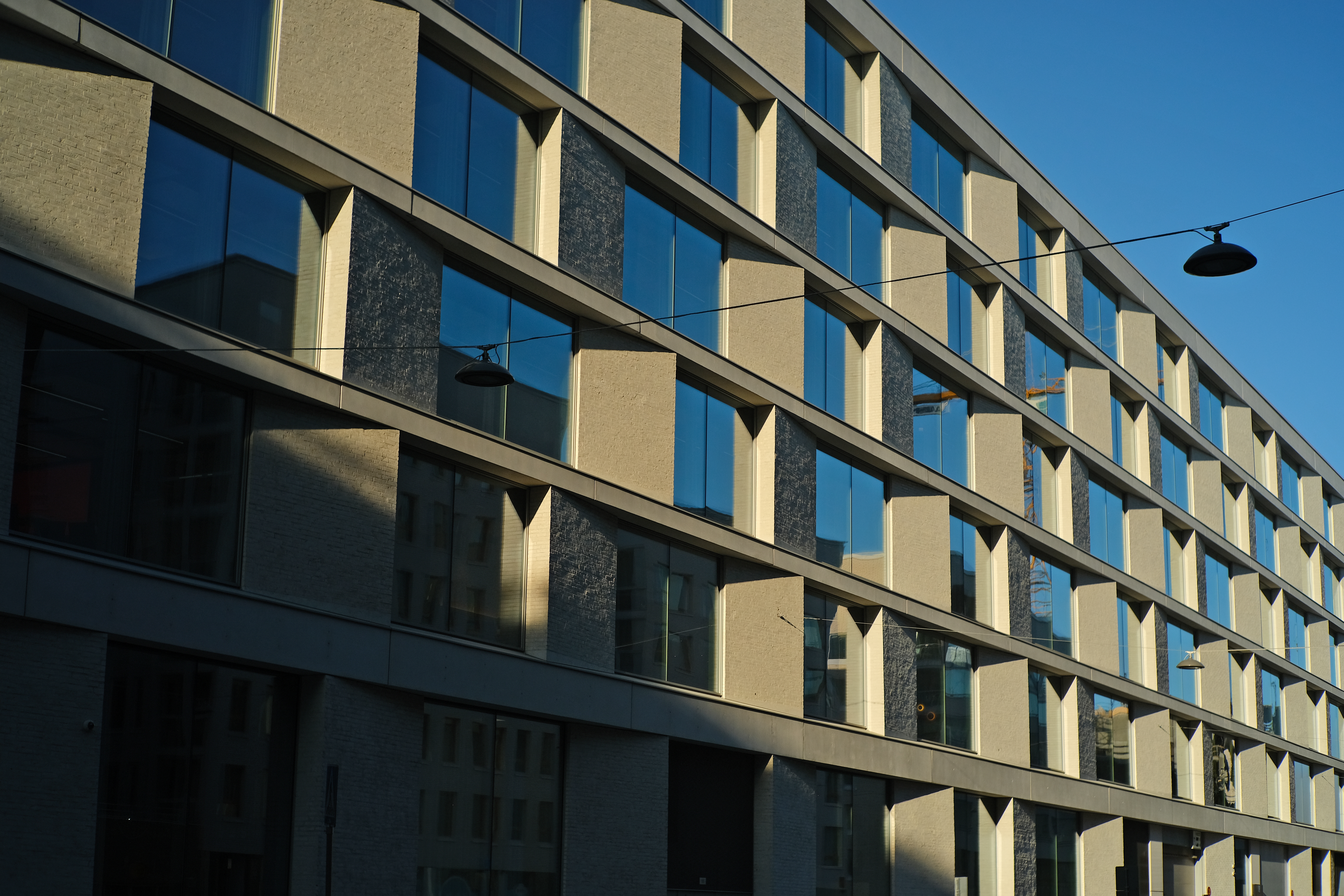
Façade .
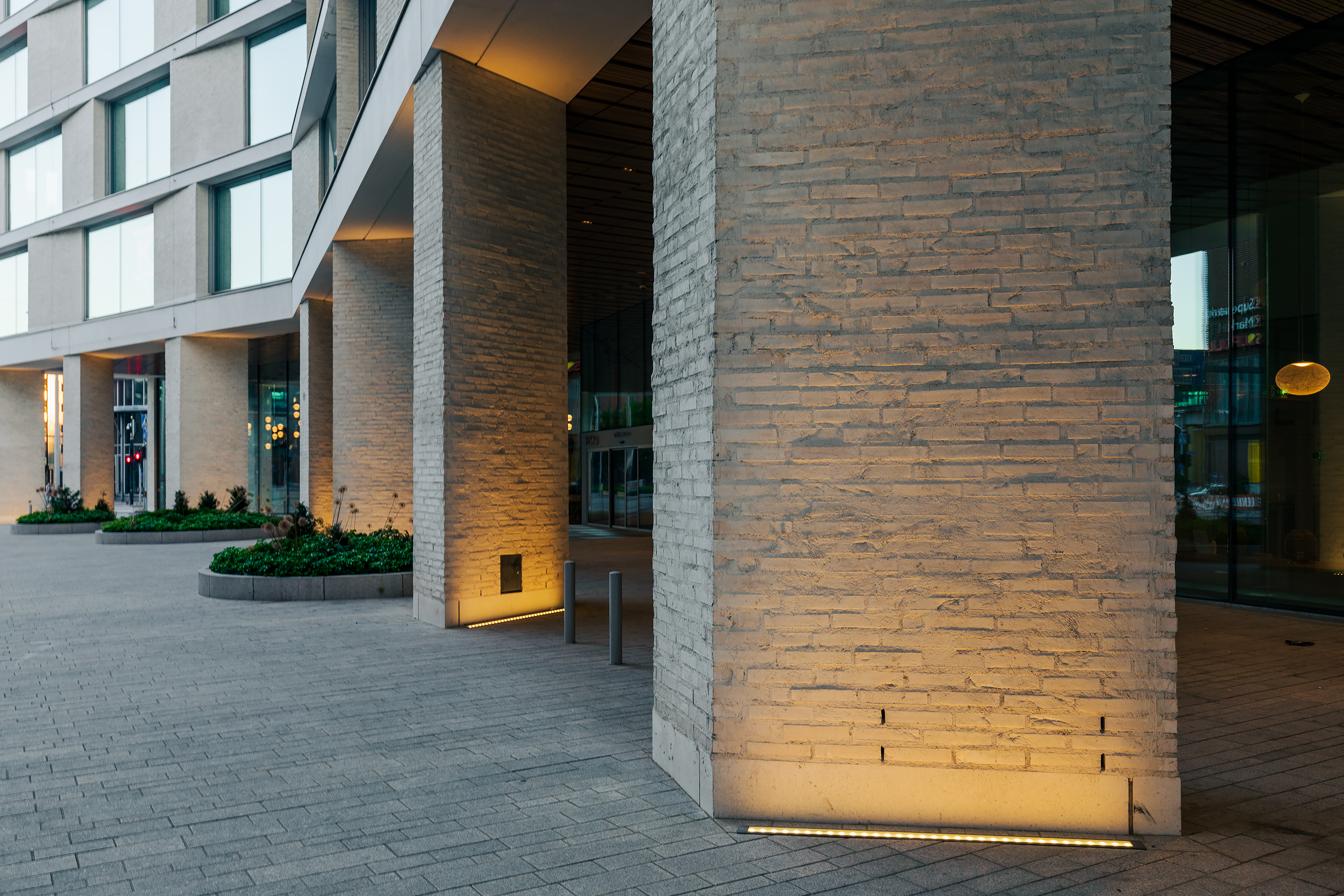
Contreforts en brique.
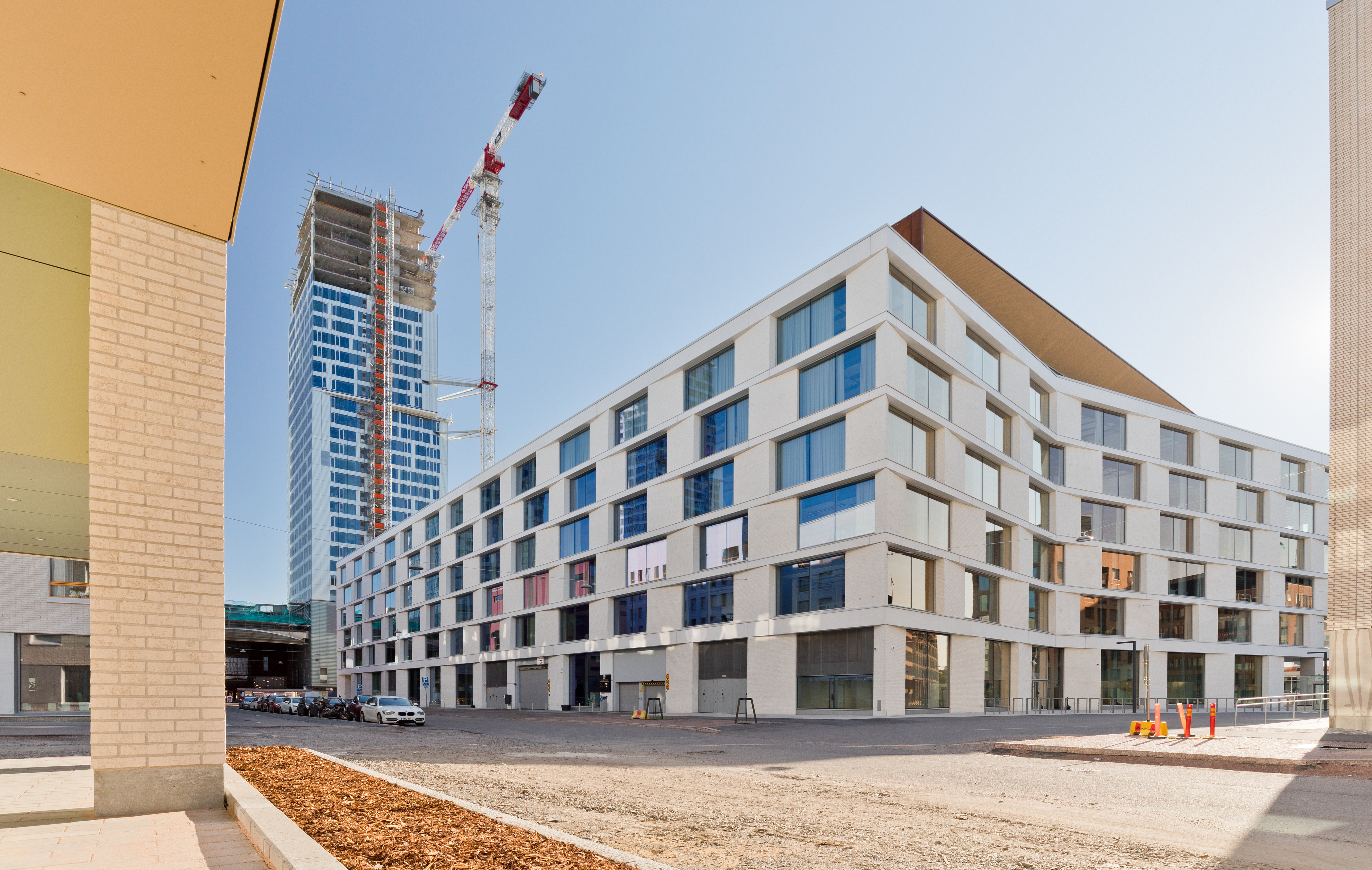
Le bâtiment du côté de Kalasatamankatu.